# Vojkovice (Moravia meridionale)
Vojkovice (in tedesco Woikowitz) è un comune della Repubblica Ceca facente parte del distretto di Brno-venkov, in Moravia Meridionale.